# Mario Balla
Mario Balla (Genova, 21 febbraio 1903 – Genova, 28 marzo 1964) è stato un pallanuotista e allenatore di pallanuoto italiano.

## Carriera

### Giocatore

#### Club
Balla vestì i colori dell'Andrea Doria, con cui vinse almeno due campionati nel 1921 e 1922.

#### Nazionale di pallanuoto
Con la nazionale italiana partecipò ai giochi olimpici di Parigi, con cui non superò il primo turno del torneo di pallanuoto.

### Allenatore
Nel 1959 Balla fu l'allenatore dell'Andrea Doria.